# Quận Fairfield, Ohio
Quận Fairfield là một quận thuộc tiểu bang Ohio, Hoa Kỳ. Quận lỵ đóng ở Lancaster6. 
Dân số theo điều tra năm 2000 của Cục điều tra dân số Hoa Kỳ là người.

## Địa lý
Theo Cục điều tra dân số Hoa Kỳ, quận này có diện tích 1318 km2, trong đó có 11 km2 là diện tích mặt nước.